# Marcos Curiel
Marcos Curiel (San Diego, 9 settembre 1974) è un chitarrista statunitense.
Ha origini messicane di Tijuana, ed è chitarrista e fondatore dei P.O.D. insieme al batterista del gruppo Wuv Bernardo, che però ha lasciato il gruppo nel 2021.
Ha fondato il gruppo metal The Accident Experiment dopo aver lasciato i P.O.D. nel 2002. È ritornato nei P.O.D. il 20 dicembre 2006 sostituendo Jason Truby.